# Trận Sông Bé
Trận Sông Bé là một trận đánh lớn giữa Quân Giải phóng miền Nam Việt Nam và Quân lực Việt Nam Cộng hòa. Được hoạch định là một cuộc trình diễn lớn của lực lượng đánh các lực lượng Quân đội Việt Nam Cộng hòa đang sụp đổ nhanh chóng, Quân Giải phóng miền Nam Việt Nam đã lúc này đang chuẩn bị tấn công lực lượng phòng thủ của Quân lực Việt Nam Cộng hòa tỉnh lỵ tỉnh Phước Long, Sông Bé. Thời điểm trận đánh diễn ra là lúc Quân Giải phóng miền Nam Việt Nam đang chuẩn bị để đánh đợt 1 của Chiến dịch Đồng Xoài.

## Bối cảnh
Một loạt các bất ổn chính trị và quân sự bắt đầu vào đầu năm 1962 đã dần làm xói mòn hiệu quả chiến đấu của các lực lượng Quân đội Việt Nam Cộng hòa, lúc này chỉ hơn Quân Giải phóng miền Nam Việt Nam về lực lượng thiết vận xa (armored personnel carrier) và máy bay trực thăng của Mỹ. Các lực lượng của Quân Giải phóng miền Nam trước đó đã đi huấn luyện ở nơi khá an toàn và đã phát triển các chiến thuật mới và đã được trang bị các loại vũ khí mới lật thế thăng bằng sức mạnh. Tháng 2 năm 1965, Trung ương Cục miền Nam quyết định mở chiến dịch Phước Long - Đồng xoài. Chiến dịch được triển khai trên diện rộng bao gồm nhiều tỉnh, nhưng trọng tâm là Phước Long, Bình Long vì QLVNCh ở đây không mạnh. Đây cũng là địa bàn quan trọng nối liền Tây Nguyên với Campuchia. Nếu thành công sẽ mở hướng tấn công mới cho QGP từ Campuchia lên thẳng Tây Nguyên. Mục đích của chiến dịch nhằm tiêu diệt một bộ phận sinh lực quân tinh nhuệ của Mỹ và Việt Nam Cộng hòa, kết hợp với phá hệ thống ấp chiến lược, đưa phong trào chống Mỹ ở địa phương lên cao, mở rộng căn cứ, hành lang và phong trào cách mạng dọc biên giới Campuchia.
Ngày 16 tháng 4 năm 1965, Biệt đội SF B34 của Lực lượng đặc biệt Mỹ đã được phái đến Sông Bé để chi viện cho các lực lượng Quân Việt Nam Cộng hòa, gia nhập vào sở chỉ huy đội MACV hiện hữu trong thị xã. Trước sự chuẩn bị của Quân Giải phóng, lính Mỹ và Việt Nam Cộng hòa bắt đầu xây khu vực công sự trên một ngọn đồi gần đó và được đội tình báo POW, 120 AVN gia nhập vào.

## Diễn biến
Khi Quân Giải phóng đang gấp rút chuẩn bị cho trận đánh mở màn vào Phước Bình và thị xã Phước Long thì kế hoạch bị lộ. Lực lượng Mỹ và Việt Nam Cộng hòa tăng cường phòng thủ và đưa lực lượng trong thị xã Phước Long ra ngoài, phục kích nhằm ngăn chặn QGP tiến công. Phát hiện kế hoạch đã bị lộ, Bộ Tư lệnh Quân Giải phóng quyết định thực hiện theo kế hoạch, triển khai lực lượng và tiến hành nổ súng đúng thời gian đã định.
Sau khi bị tấn công trước, Tiểu đoàn Bộ binh 1 Trung đoàn Q761 phối hợp với Tiểu đoàn 840 Quân khu 6 và 2 trung đội đặc công của QGP nổ súng tiến công thị xã Phước Long. Sau 3 giờ phản công, QGP đã chiếm được đài phát thanh và phần lớn khu cảnh sát, phá hủy kho xăng, trận địa pháo và chi đội thiết giáp, đánh thiệt hại nặng khu trung tâm huấn luyện quân, đồn biệt động, đồn bảo an, khu cư xá của lính Mỹ và dinh tỉnh trưởng. Trong lúc đó, Tiểu đoàn Bộ binh 1 Trung đoàn 272 với hỏa lực chi viện tiến đánh chi khu Phước Bình và sau 25 phút chiến đấu, lực lượng phòng thủ của Việt Nam Cộng hòa bị đánh quỵ.
Sau khi kiểm soát được các mục tiêu ở Phước Long, QGP để lại một lực lượng để như lực lượng viện binh của QLVNCH, sau đó sẽ diệt lực lượng này trên đường họ hành quân để tái chiếm Phước Long. Trong đêm 10, rạng sáng 11/5, QGP đẩy lùi 6 đợt phản kích của đối phương. Trong đợt giao tranh này, QGP bắn rơi 13 máy bay, bắn cháy 1 xe bọc thép, diệt 2 đại đội thuộc Tiểu đoàn Biệt động 36 của QLVNCH đến ứng cứu
Trưa và chiều ngày 11/5, QLVNCH tiếp tục đưa quân đến phối hợp với lực lượng tại chỗ phản kích. QGP tổ chức phòng thủ quyết liệt, nhưng do đạn cạn dần và thương vong tăng, tối 11/5, QGP rút khỏi thị xã.
Sang đến ngày 12/5, QLVNCH huy động 4 tiểu đoàn đến chiếm lại thị xã. Do chậm chạp trong việc nắm tình hình đối phương và sức chiến đấu của chính QGP nêu trên bị giảm sút, họ đã bỏ qua cơ hội để tiêu diệt lực lượng này. Sau đó, Bộ Tư lệnh QGP quyết định đánh đối phương từ hướng Đồng Xoài lên.

## Quân Giải phóng miền Nam Việt Namđáp trả bằng chiến dịch Đồng Xoài
Sau khi không chiếm được Phước Long, QGP chủ động lui về Đồng Xoài để phòng thủ và phản kích. Ngày 21/5, QLVNCH bắt đầu tiến đánh Đồng Xoài như dự kiến của QGP.
Tóm tắt: do chỉ đánh vào đuôi đội hình QLVNCH nên trận đánh của QGP không đạt yêu cầu. Để bảo vệ khu vực phòng thủ, QGP tiến hành trận phục kích trên đường 20, diệt 2 đại đội bảo an, phá hủy 20 xe quân sự; các đơn vị phá sập 12 cầu lớn nhỏ trên các trục đường 20, 13 và 14, buộc đối phương phải điều 3 tiểu đoàn thường xuyên túc trực để giải tỏa giao thông.
Tới 10/6, Quân Giải phóng miền Nam mở đợt 2 của chiến dịch, đánh bật QLVNCH và Quân đội Hoa Kỳ.

### Các sách tham khảo
- Langguth, Jack (ngày 12 tháng 5 năm 1965). "U.S. Planes Drive Vietcong Raiders From A Key Town". NY Times. tr. 1.
- "Viet Nam Ground War Perks Up". Hartford Courant. ngày 12 tháng 5 năm 1965. tr. 1A. Bản gốc lưu trữ ngày 30 tháng 9 năm 2007.
- "How Brave Died in Viet Nam". Hartford Courant. ngày 13 tháng 5 năm 1965. tr. 42A. Bản gốc lưu trữ ngày 1 tháng 10 năm 2007.
- "U. S. Lands 2,400 More Reinforcements in Viet". Chicago Tribune. ngày 13 tháng 5 năm 1965. tr. 1. Bản gốc lưu trữ ngày 1 tháng 10 năm 2007.